# Wegener-Bergeron-Findeisen-proces

1. −23°C en lager: ijskristallen;
2. tussen −10°C en −15 à −23°C: gemengde zone;
3. tussen 0°C en −10°C: onderkoelde waterdruppels;
4. 0°C en hoger: gewone waterdruppels;

Het Wegener-Bergeron-Findeisen-proces, ook wel Wegener-Bergeron-proces, is de vorming van neerslag uit onderkoelde waterdruppels. Het is genoemd naar Alfred Wegener, Tor Bergeron en Walter Findeisen.
Wolkenelementen bestaan uit ijskristallen en waterdruppeltjes. De redelijk zuivere waterdruppels bevriezen niet direct zodra de temperatuur onder het vriespunt daalt, maar zijn onderkoeld. Pas onder de −10°C bevriest een deel van de druppels. In een verticaal ontwikkelde wolk komt een gemengde zone voor waar zich veel onderkoelde waterdruppeltjes bevinden en een klein aantal ijskristallen. Bij temperaturen onder de −23°C komen nog slechts ijskristallen voor.
De verzadigingsdampdruk van waterdamp boven water is hoger dan die boven ijs, zodat er in de gemengde zone waterdamptransport optreedt doordat de onderkoelde waterdruppeltjes verdampen en vervolgens verrijpen op de ijskristallen. Het verschil in verzadigingsdampdruk is het grootst bij −13°C, zodat de aangroei van de ijskristallen bij die temperatuur het sterkst is. De groeiende ijskristallen beginnen door het toenemende gewicht te vallen en door botsingen (coalescentie) bij temperaturen vlak onder het vriespunt worden dit sneeuwvlokken. Als deze vlokken door het nulgradenniveau vallen, beginnen ze te smelten. De neerslag uit dit proces kan de vorm hebben van onder meer motregen, regen, sneeuw en hagel. Het merendeel van de neerslag op gematigde breedten valt door dit proces. Zelfs in de zomer is de meeste neerslag eerst sneeuw geweest.